# Урало-Эмбинский район
Урало-Эмбинский район — административная единица в Западно-Казахстанской области и Гурьевском округе, существовавшая в 1932—1933 годах.

## История
Урало-Эмбинский район был образован 19 ноября 1932 году в составе Западно-Казахстанской области Казакской АССР из частей Гурьевского, Жилокосинского и Тайпакского районов. Центром района был назначен промысел Доссор.
17 июля 1933 года Урало-Эмбинский район был передан в состав Гурьевского округа.
5 сентября 1933 года Урало-Эмбинский район был упразднён.